# Emma Matyus
Emma Maria Adnana Matyus (* 13. September 2001 in Baia Mare) ist eine rumänische Leichtathletin, die im Sprint und im Siebenkampf an den Start geht.

## Sportliche Laufbahn
Erste Erfahrungen bei internationalen Meisterschaften sammelte Emma Matyus im Jahr 2020, als sie bei den U20-Balkan-Meisterschaften in Istanbul mit 4287 Punkten die Silbermedaille im Siebenkampf gewann. 2023 kam sie bei der 2. Liga der Team-Europameisterschaft im Rahmen der Europaspiele in Chorzów mit der rumänischen 4-mal-100-Meter-Staffel nicht ins Ziel. Anschließend schied sie bei den U23-Europameisterschaften in Espoo mit 55,31 s in der ersten Runde im 400-Meter-Lauf aus und gewann dann bei den Balkan-Meisterschaften in Kraljevo mit 4919 Punkten die Bronzemedaille im Siebenkampf hinter der Slowenin Maja Bedrač und Anastasia Dragomirova aus Griechenland. Zudem gewann sie im Staffelbewerb in 45,79 s die Silbermedaille hinter dem serbischen Team.
2023 wurde Matyus rumänische Meisterin in der 4-mal-100-Meter-Staffel sowie Hallenmeisterin im Fünfkampf. 

## Persönliche Bestzeiten
- 400 Meter: 54,59 s, 8. Juli 2023 in Craiova
- Siebenkampf: 4993 Punkte, 10. Juni 2022 in Craiova
  - Fünfkampf (Halle): 3719 Punkte, 25. März 2023 in Bukarest